# 리처드 포스터

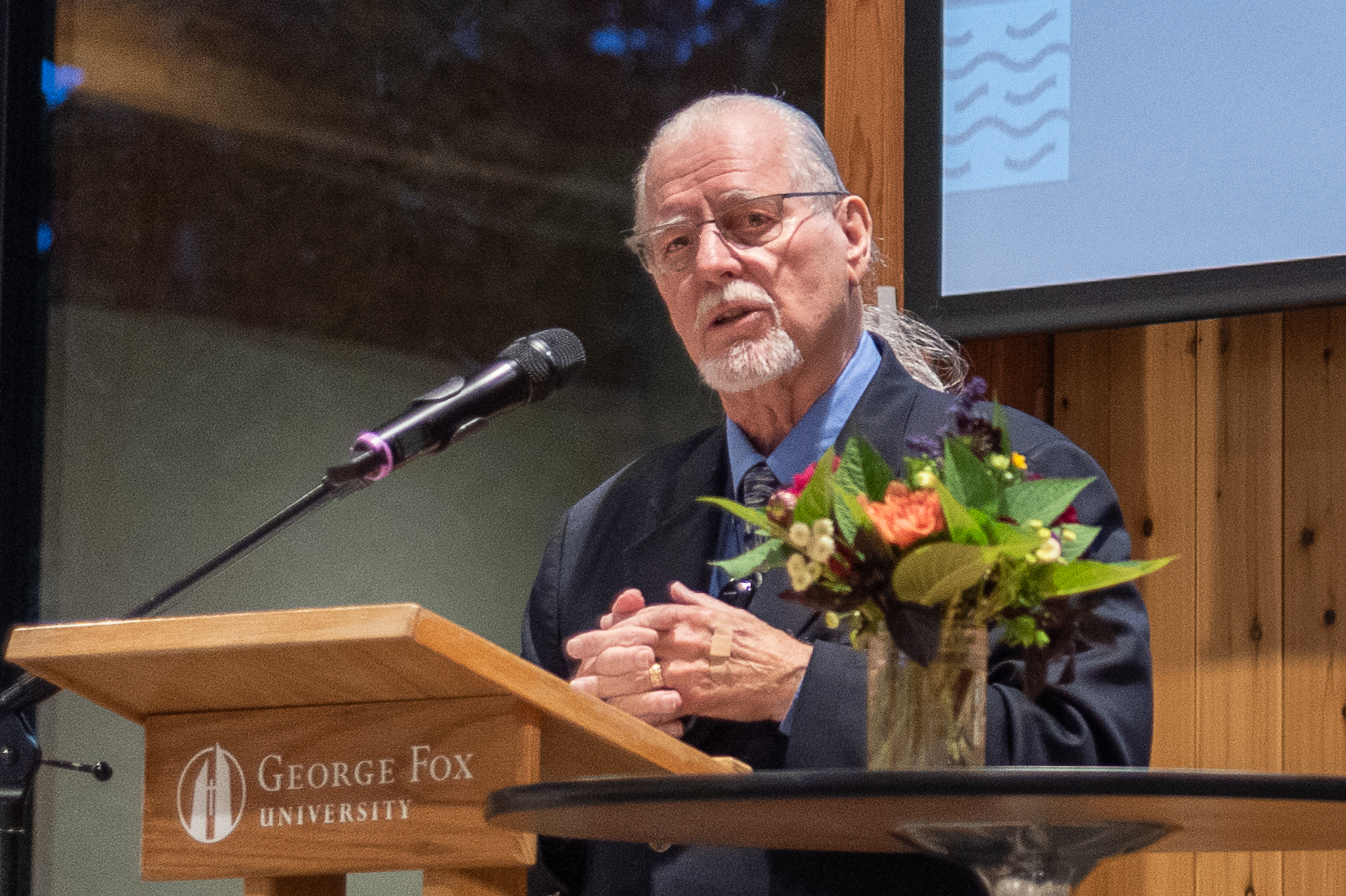

리처드 포스터(Richard J. Foster)는 미국 아주사 퍼시픽 대학교, 미시건의 스프링 아버 대학교의 영성신학 교수이며, "레노바레"(Renovare)의 설립자다. 영성 운동의 대중화에 힘쓰고 있으며, 삶에 적용되고 이웃과 사회의 영성을 깊게 하는 크리스천 영성의 영향력을 넓혀나가고 있다. 포스터의 종교는 퀘이커교이다.

## 저서
- 『영적 훈련과 성장』(Celebration of Discipline, 1978)
- 『기도』
- 『돈, 섹스, 권력』
- 『신앙고전 52선』(Devotional classics: selected readings for individuals and groups)
- 『영성 고전 산책』(Spiritual Classics)